# Khurda Veerapura, Byadgi
Khurda Veerapura là một làng thuộc tehsil Byadgi, huyện Haveri, bang Karnataka, Ấn Độ.